# Arttu Mäkiaho
Arttu Mäkiaho (Kajaani, 16 settembre 1997) è un combinatista nordico finlandese.

## Biografia

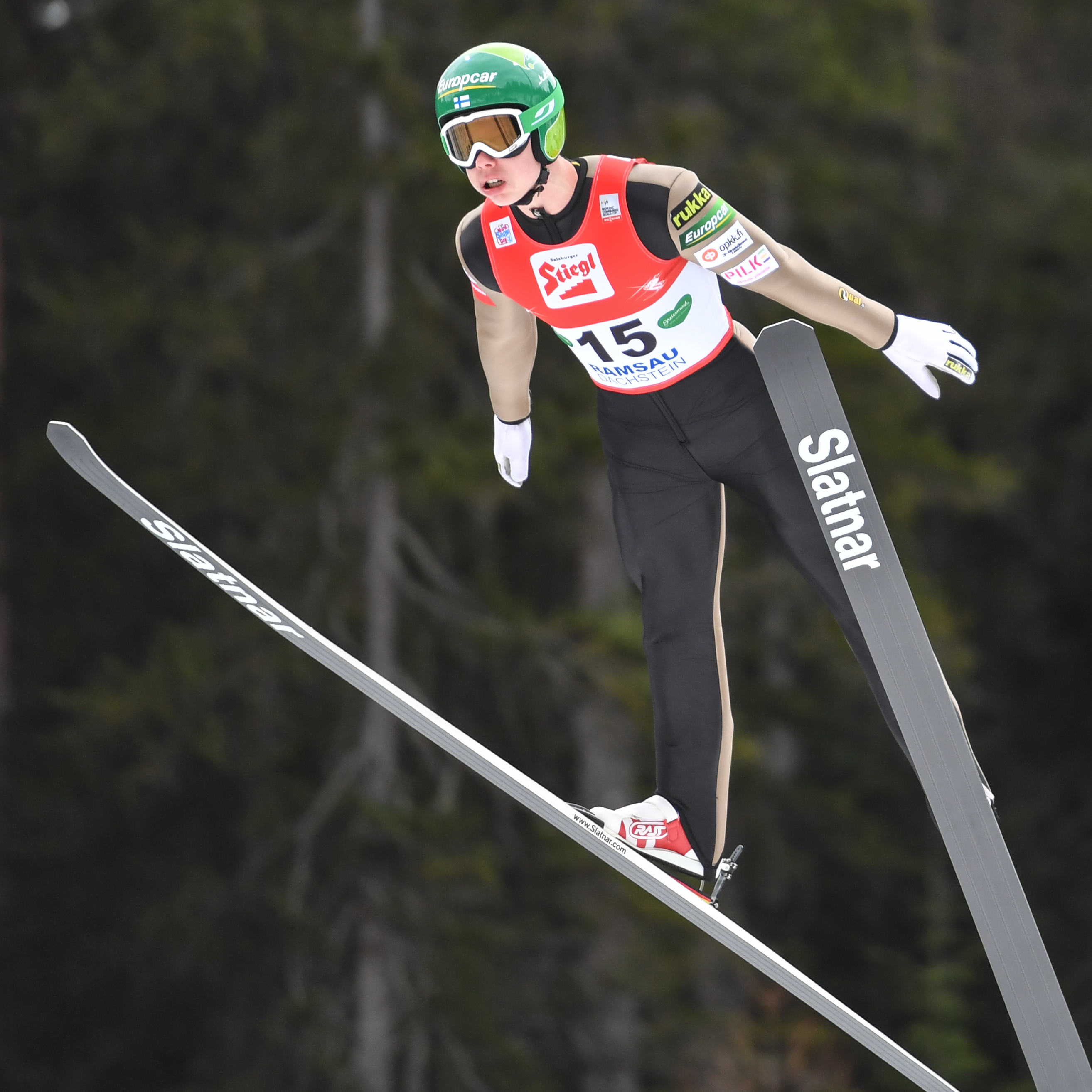
Arttu Mäkiaho in gara a Ramsau am Dachstein nel 2016

Mäkiaho, originario di Vuokatti, ha debuttato in campo internazionale nel gennaio del 2013 e in Coppa del Mondo il 9 marzo dello stesso anno a Lahti (19º). Al suo esordio ai Campionati mondiali, Lahti 2017, è stato 38º nella 10 km dal trampolino normale; il 21 gennaio 2018 ha colto a Chaux-Neuve il suo primo podio in Coppa del Mondo (3º). Ai XXIII Giochi olimpici invernali di Pyeongchang 2018, sua prima presenza olimpica, si è classificato 36º nel trampolino normale e 38º nel trampolino lungo; nella stagione successiva ai Mondiali di Seefeld in Tirol è stato 23º nel trampolino lungo, 31º nel trampolino normale e 5º nella gara a squadre dal trampolino normale. Ai XXIV Giochi olimpici invernali di Pechino 2022 si è classificato 23º nel trampolino normale, 24º nel trampolino lungo e 8º nella gara a squadre; ai Mondiali di Planica 2023 è stato 22º nel trampolino normale e 5º nella gara a squadre.

## Palmarès

### Mondiali juniores
- 2 medaglie:
  - 1 oro (10 km dal trampolino normale a Park City 2017)
  - 1 argento (5 km dal trampolino normale a Park City 2017)

### Coppa del Mondo
- Miglior piazzamento in classifica generale: 34º nel 2018
- 1 podio (a squadre):
  - 1 terzo posto